# تراز پرداخت‌ها
موجودی حساب یا تراز پرداخت‌ها (به انگلیسی: Balance of payments) یا به اختصار B.O.P مفهومی است در علم اقتصاد مرتبط با رابطهٔ میان مطالبات یک کشور از بقیهٔ جهان و تعهدات آن کشور به بقیهٔ جهان.